# ドラえもん ギガゾンビの逆襲
『ドラえもん ギガゾンビの逆襲』（ドラえもん ギガゾンビのぎゃくしゅう）は、1990年9月14日にエポック社が発売したファミリーコンピュータ専用のロールプレイングゲームソフト。

## 概要
エポック社としては他社製コンピュータゲーム機において初となる、漫画『ドラえもん』（1969年 - 1996年）を題材としたキャラクターゲーム作品であり、これ以降、同社は多くのドラえもんのコンピュータゲームを製作している。また、本ソフトは、ドラえもん初のロールプレイングゲームでもある。ドラえもん映画作品の登場人物が多数登場しており、後日譚的作品となっている。なお、当初の仮タイトルは「ドラえもん 机の中の冒険」だった。
なお2000年まで徳間書店インターメディアから発行していた家庭用ゲームソフト及びその裏技の事典「大技林」シリーズ、同年よりそれを引き継ぎ毎日コミュニケーションズから発行している「広技苑」シリーズでは、「ギガゾンビの逆襲」を省き『ドラえもん（エポック社版）』と表記している。

## ゲーム内容

### シナリオ構成
シナリオは魔界編 / 海底編 / 地底編 / 古代編の4部構成で、4つのシナリオを順にクリアしていく。それぞれ『魔界大冒険』『海底鬼岩城』『竜の騎士』『日本誕生』の後日談に当たるシナリオが展開され、シナリオ進行順に、のび太、スネ夫、ジャイアン、しずかの順に助け出していくことになる。のび太は1章クリア時点でゲストキャラクターの美夜子と入れ替わりで仲間になった後、ドラえもんと共に固定メンバーとなり最後の1人はシナリオ進行によって入れ替わる。

### システム
- 魔法や特技の代わりとして「ひみつ道具」があり、探して拾得したものを使用する。
- 装備品は非売品。宝箱を開けるか、人から譲渡してもらうかで入手するようになっている。
- ひみつ道具や武器、防具、道具はドラえもんのポケットに収納する。
- アイテム交換所での買い物や、ひみつ道具の使用は「ドラやき」を消費して行う。
- 街でドラミを呼ぶことで、体力回復とセーブができ、今までに倒した敵に応じたドラやきをもらえる。
- 「そうだん」コマンドを使用すると、ドラえもんや仲間たちから助言を得ることができる。
- 主要な会話場面のウインドウにはキャラクターの顔グラフィックが表示される。

### アイテム
手に入れたアイテムはドラえもんのポケットに収納する。ポケットの中のアイテムは、移動中は自由に取り出し使用できる。しかし、戦闘中は取り出すことができないので、戦闘中に使う攻撃アイテムや回復アイテムは、あらかじめポケットから出して、キャラに持たせておく必要がある。ポケットに収納できる量は最大で128個だが、ひみつ道具やイベントアイテムなどは別枠で入手できる。戦闘中に使う攻撃アイテムは一部の例外を除いてクラヤミマスターを除くボスキャラクターには効果がない。
アイテムはアイコンの種類によって5種類に大別できる。
ひみつどうぐ
アイコンは鈴。各ひみつ道具は何度でも使用できるが、一部を除き使用毎にドラやきを消費する。効果の高いもの、有用なものほど消費量は多い。戦闘中にしか使えないもの、戦闘中と移動中両方使えるもの、移動中にしか使えないもの、イベント上重要なものの4種類に大別できる。

ぶき
アイコンは剣。装備すると「ちから」が上がる。
ぼうぐ
アイコンは盾。装備すると「がまん」が上がる。
そのた
アイコンは首飾り。武器や防具以外のその他の装備品のこと。装備すると「ちから」および「がまん」が上下する。名称が紛らわしいので、以降は「飾り」と記す。
アイコンなし
アイコンはない。アイテム交換所でどらやきと交換することで手に入れることが可能で一度使用するとなくなる消費アイテム、戦闘中に使用しても無くなることがない非消費アイテム、イベントを進めるのに必須なイベントアイテムの4種類に大別できる。
戦闘中と移動中両方使える消費アイテムとして、とくようどらやき（徳用どらやき）、スーパードラやき、メガどらやき、ドクキエールがある。戦闘中にしか使えない回復アイテムである消費アイテムとしてメガサメール、マヒナオールがある。戦闘中にしか使えない攻撃アイテムである消費アイテムとしてミニミサイル、ロープ、ばくだん（爆弾）がある。
非消費アイテムとして、まじんのマイク（魔人のマイク/魔神のマイク）、かいぞうプラモぐんだん（改造プラモ軍団）がある。
イベントアイテムは一部例外を除いて、イベントをクリアするのに必須なアイテムであり、任意に捨てることができない。イベントアイテムは3種類に分類することができる。
所持して特定の相手に話したり又は他のアイテムと相乗効果があることでイベントが進むイベントアイテムとして、ほね（骨）、ぎん（銀）、しょうかいじょう（紹介状）、すいしょうのめ（水晶の目）、じょうせんきょかしょう（乗船許可証）、しろはた（白旗）、てがみ（手紙）、あかいやくそう（赤い薬草）がある。
戦闘中に使うイベントアイテムとして、ぎんのや（銀の矢）、ぎんのたま（銀の玉）がある。
移動中に使うイベントアイテムとして、ダンジョンキー、みちびきのすいしょう（導きの水晶）、しんでんのカギ（神殿の鍵）、ばしょうせん（芭蕉扇）がある。
これらのイベントアイテムは、当該イベント終了又は各編終了によって所持品から消えるものもある。

### ひみつ道具
戦闘中にしか使えないものとして、チャンピオングローブ、アタールガン、ゲラメソプンピストル、たつまきストロー、しょうげきはピストル、くうきほう（空気砲）、むてきほうだい（無敵砲台）、ナカミスイトール、スモールライト、バリヤーポイント、ころばしや（ころばし屋）、タンマウォッチ、ハッスルねじまき、デンコーセッカ、ちからでんち（力電池）、ドロンパ、ぜったいあんぜんがさ（ぜったい安全がさ）、イメージじったいき（イメージ実体機）、あべこべクリーム、ヒラリマント、ネムケスイトールがある。
戦闘中と移動中両方使えるものとして、コンクフード、ファイトこづち、げんきのでるばくだん（元気の出るばくだん）、おいしゃさんカバン（お医者さんカバン）がある。
移動中にしか使えないものとして、ひかりごけ、みちびき（みちび機）、やくよけシール、バギーちゃん、どこでもドア、タケコプターがある。ひかりごけやどこでもドアやタケコプターが無くてもクリアは可能だが、これらの道具がないと移動の際に手間がかかることになる。またバキーちゃんはイベント上重要なものでもあり、バギーちゃんを使用しないとクリアできない。バキ―ちゃんとタケコプターは各編終了後にアイテム欄から消える。
移動中にアイコンで使用してイベントを起こすものとして、ほんやくコンニャク、こがたせんすいかん（小型潜水艦）、タイムふろしき、どこでもホール、タイムマシンがある。また、自動的に使用されるものとしてテキオーとう（テキオー灯）がある。タイムマシンを除き、当該イベント終了又は各編終了後によってアイテム欄から消える。

### ステータス
ゆうき
レベルに相当。最大値60。
ぼうけん
経験値に相当。規定値に達すると「ゆうき」が上がる。最大値999999。
げんき
ヒットポイントに相当。最大値999。
げんきM
「げんき」の最大値。最大値999。
ちから
攻撃力に相当。元の「ちから」に武器および飾りの強さを加えた値。最大値840。
がまん
守備力に相当。元の「がまん」に防具および飾りの強さを加えた値。最大値720。
はやさ
ゲーム内では表示されない隠しパラメータ。行動の早さと攻撃の命中率に影響する。最大値99。
ようす
そのキャラの状態を表す。
よい
何の異常もない状態。
けが
「げんき」が「げんきM」の1/4以上、半分未満の状態。
おおけが
「げんき」が1以上かつ「げんきM」の1/4未満の状態。
どく
戦闘後の移動中、1歩ごとに「げんき」が1減る。一度「きぜつ」をするか、「お医者さんカバン」や「ドクキエール」を使うことで治る。
まひ
一部の敵の攻撃を受けると麻痺することがある。また、ネズミ型の敵に遭遇するとドラえもんが必ず麻痺する。戦闘中のみ有効で、最低1ターンの間は行動できない。「お医者さんカバン」や「マヒナオール」を使うことで治る。
ねてる
敵の「まほう」によって眠らされる。戦闘中のみ有効で、最低1ターンの間は行動できない。「お医者さんカバン」や「ネムケスイトール」や「メガサメール」を使うことで治る。
きぜつ
「げんき」が0の状態。行動できなくなり、戦闘中は回復できない。戦闘後は「げんき」1で復帰する。仲間全員が「きぜつ」すると、最後に訪れたドラミを呼ぶことが出来る場所まで戻されるが、道具やドラやきが減ることはない。

### 戦闘
ターン制。敵は最大で3匹現れる。また同じモンスターが複数現れた場合でもA・Bのように区別されない。モンスターを倒しても自動的に別のモンスターへの攻撃が定まるオートターゲットが採用されていないため、既に倒したモンスターへ攻撃すると空振りしてしまう。

#### 戦闘中のコマンド
行動可能なキャラのうち先頭にいるキャラは、「たたかう」「にげる」「ひみつ」「どうぐ」を選択できる（「ぼうぎょ」できない）。
その他のキャラは、「たたかう」「ぼうぎょ」「ひみつ」「どうぐ」を選択できる。
たたかう
装備している武器で攻撃する。武器によって効果音が変わる。
にげる
戦わずに全員で逃亡をはかる。ただし失敗すれば敵から1ターン分の攻撃を受ける。ボス戦からは逃げられない。
ぼうぎょ
防御する。
ひみつ
ひみつ道具を使う。
どうぐ
ひみつ道具以外のアイテムを使う。

#### 敵が使用する特殊攻撃
まほう
魔法で眠らせる。
たいあたり
体当たりし、通常より大きなダメージを与える。
ひをはく
火を吐き、通常より大きなダメージを与える。

### その他
特殊なゲームオーバー
オープニング後に、主人公の部屋に現れたドラえもんの頼みを断り続けるとドラえもんがスネてしまい、そのままゲームオーバーとなる。一種のギャグとして盛り込まれており、選択肢で「いいえ」を選択する度に異なるメッセージが表示され、ドラえもんの顔グラフィックもより必死な形相へと変化していく。
扉に話しかける
扉に話しかけると、扉ごとに様々な返答が返ってくる。
海底編のバグ(？)
海底編で鬼の顔のようなマップがあり、角の部分へ入ることができる。だがここに入ってしまうと、色の変わった奇妙な場所へ移動してしまい、二度と抜け出せなくなり「ハマり」の状態になる。
海底編でダンジョンキーが無くて「ハマり」になる
海底編のクリアにはポセイドンに会って倒すために必要な神殿の鍵を持つスネ夫は鬼岩城の獄中にいることから、スネ夫と会うためにはダンジョンキーが必要となるが、魔界編でダンジョンキーを取らずにクリアして海底編に突入するとダンジョンキーを取るために魔界編には戻れないために「ハマり」の状態になる。ただし、その場合は、「魔界編」において銀の玉無しに2つ星の悪魔と3つ星の悪魔を倒さなければならず、通常の攻略よりも「ゆうき」を上げる必要がある。また、付随してコンクフード、お医者さんカバン、ネムケスイトール、銀のブローチを無しに2つ星の悪魔や3つ星の悪魔やデマオンを倒さなければならない。
クロマニヨンの塔16階
地底編のクロマニヨンの塔の最上階である16階ではドラミを呼ぶことができる。このフロアでは敵も出現しない。なお、このフロアにあるタイルの紋章には「ドラえもん のび太とアニマル惑星」のアニマル星のお守りの形が描かれている。
ゆうき50以降の能力上昇
このゲームは「ゆうき」の上昇に伴い能力の上昇も少しずつ大きくなるが、主人公、ドラえもん、のび太は50以降になると能力が大幅に上昇する。最終レベルである60に達したときには、主人公、ドラえもん、のび太は「げんきM」、ジャイアンは「ちから」と「がまん」がゲーム上の最大値まで上昇し、雑魚敵は一撃で、最終ボスも簡単に倒せるほど強くなる。

## ストーリー
ドラえもんたちの活躍によって世界征服の野望を砕かれたギガゾンビが、かつてドラえもんに敗れ去った悪人たちを復活させ、再度の世界征服を試みる。
それを知ったドラえもんたち5人は、タイムマシンに乗ってギガゾンビのいる時代へ向かおうとした。しかしそれを察知したギガゾンビによって時空乱流に襲われ、5人は離れ離れになる。さらにドラえもんのひみつ道具までもが、すべて時空間で散らばってしまう。
運良くドラえもんだけは元の町に戻ることができたが、落下地点が偶然にも主人公の家であった。ドラえもんに旅の同伴を請われた主人公は、バラバラになった仲間やひみつ道具を探しながら、打倒ギガゾンビに向けての旅に出る。

## 登場人物
名前の後の数字は、パーティーメンバーになった時に加わる位置（主人公が先頭、ドラえもんが2番目という位置は最後まで不変）。

### メインキャラクター
キャラクターがメンバーから離脱した時に持っていた道具や装備品は、次のキャラクターがメンバーに加わる時の所持品となっている。ただし、ひみつ道具やストーリー上重要な道具は離脱時にポケットに戻る。
主人公（1）
本作の主人公。ドラえもんやのび太たちと同じ町に住んでいるプレイヤーの分身となる。デフォルト名はなく、命名と性別の選択が可能。戦闘力は高く、成長スピードも速い。男女による戦闘力の差は全くない。
先頭に立つ主人公でありながら、肝心な表紙の絵（箱、カセット、説明書など）には、男女共に一切写っておらず、ドラえもん作品のレギュラー5人の姿のみである。また、率先して喋るキャラなので、ドラえもんやのび太らレギュラーメンバーの個性が若干喰われ気味でもあり、このためか以後のオリジナル主人公の登場作品は、GBC用ソフト『ドラえもん きみとペットの物語』（2001年、エポック社）のみである（なお、両作の主人公は設定上別人である）。
説明書の画面写真ではスタッフの名前をもじって「ほりえもん」となっている。
ドラえもん（2）
本編の主人公。22世紀からきたネコ型ロボット。今作では、終始パーティーメンバーとして主人公と行動を共にする。ネズミ系の敵に遭遇すると驚いて麻痺する。そのため、イベント戦などを除けば回復担当等の重要な役回りを持たせるのは得策でない。ステータス面では、「ちから」が低めな反面「がまん」が大きく伸びる。
ドラミ
パーティーメンバーになることはないが、町や村で呼ぶと、回復とセーブをするとともに、倒した敵に応じた数のドラやきをもらえる。ドラミを呼ぶと「おにいちゃんの だいすきな ドラやきを nこ つくったから もっていって!」と言い、全く敵を倒していない場合も「おにいちゃんの だいすきな ドラやきを 0こ つくったから もっていって!」と言う。ドラえもんの返答は個数にかかわらず「ありがとう! ドラミ。」である。
のび太（3）
満月博士の家で石像にされてしまっている。魔界編終了後は石像から元に戻り、みよ子に代わり仲間となって以降は、最後までパーティーメンバーとして行動を共にする。しかし、「ゆうき」1の状態で仲間になるため、最初は雑魚戦すらままならないほど弱い。「ゆうき」を上げさえすればドラえもんよりも「ちから」が高い戦力となる。
スネ夫（4）
鬼岩城でエルと共に捕らわれる。神殿の鍵を所持している。救出すると仲間になり、海底編終了までパーティーメンバーとなる。「ちから」が高く意外に戦闘力は高い。海底編終了後、改造プラモ軍団を作るために離脱。完成品は古代編終了後に受け取れる。「ぼうけん」は地底編で仲間になるジャイアンに受け継がれる。牛魔王戦ではジャイアンと共に駆けつけて戦闘で援護をしてくれる。
ジャイアン（4）
地底世界に飛ばされた後、バンホーに保護される。第2ベースキャンプで会うことはできるが、パトロールに出ている騎士が帰ってくるまで第2ベースキャンプを守る約束をしており、パトロールに出ている騎士が帰ってきたらエンリルで落ち合わせることをのび太たちと約束する。ツチダマプリーストを倒すと仲間になり、地底編終了までパーティーメンバーとなる。高い戦闘力を持つが、「はやさ」は低く攻撃を外しやすい。地底編終了後、母ちゃんにお使いを頼まれ戦線離脱。「ぼうけん」は古代編で仲間になるテラに受け継がれる。牛魔王戦ではスネ夫と共に駆けつけて戦闘で援護をしてくれる。
しずか（4）
古代に飛ばされたが、テラに助けられて現代へと戻る。実はギガゾンビに関するとある秘密を知っている。最後に加わるパーティーメンバー。テラから「ぼうけん」とアイテムを引き継ぐ。ステータスは低いが、「がまん」と「はやさ」は高い。

### 魔界編
オリジナルは『ドラえもん のび太の魔界大冒険』（1984年）。原作と違いデマオンとその居城、配下の悪魔達は全て地球に登場、つまり半ば悪魔達に侵略されている状態になっている。説明書には「魔界」と記されているが、原作では魔界とは悪魔達の本拠地である惑星のことなので、正しくは「魔法の世界」である。
みよ子（3）
満月博士の娘。魔界編終了まで、パーティーメンバーとして主人公と行動を共にする。ネコの姿に変えられており、魔界編終盤に石像化された満月博士の最後の力によってビジュアルが人間に戻れる（能力は全く変わらず、また人間に戻らなくてもクリアに支障はない）。魔界編の各村は魔法による結界を張っていて悪魔達の進行を防いでいるため、みよ子を仲間にしない限りフィールドには出られない。なお会心の一撃に相当する「がんばった」が、彼女のみ「まほうをつかった」と表記される（効果は他のキャラと同じで、通常攻撃の2倍ダメージを与える）。アイテムは入れ替わりメンバーに加わるのび太に引き継がれるが、「ぼうけん」は海底編で仲間になるスネ夫に受け継がれる。
魔王デマオン
ギガゾンビの再生装置によって甦った、魔界編の最終ボス。多少のダメージを与えた後で銀の矢を打ち込めば倒せるが、銀の矢を使わなくても倒すことは可能である（ただし、銀の矢を入手しないと水晶の目が入手できずにイベントを進めることはできないため、銀の矢を入手しなければクリアできない）。原作と違い、心臓が傍にあるので攻撃が効かないということはない。
満月博士
みよ子の父で魔法学博士。デマオン城でメデューサに石像にされてしまっている。石像の時は1回目に話しかけることができるが、2回目以降は話しかけても応答ができなくなる。デマオンを倒すと石像から元に戻る。

### 海底編
オリジナルは『ドラえもん のび太の海底鬼岩城』（1983年）。ムー連邦の首都は既にアトランティスの軍勢に囲まれており、本格的に攻め入られる前に鬼岩城へ向かい、ポセイドンを倒すことが目的。
首相
ムー連邦の首相。ムー連邦首都のナバラの神殿で主人公たちにポセイドンが復活した等の状況を説明する。
エル
調査のため鬼岩城へ向かうも、ポセイドンに捕らわれる。救出後はムー連邦を危機から守るために戻る。
水中バギー
ポセイドンを倒した英雄として、オーターの町で彼の残骸が祀られている。タイムふろしきを使うことで復活し、主人公たちと共に鬼岩城へと向かう。海底火山の溶岩の上を通行することが可能。アイテム名は「バギーちゃん」。再びポセイドンを倒した後、ここが気に入って、そのまま海底世界へ残ることになる。
ポセイドン
太古の昔に滅びたアトランティス連邦を今も守り続けている、自動報復システムコンピューター。ギガゾンビの再生装置によって甦った、海底編の最終ボス。

### 地底編
オリジナルは『ドラえもん のび太と竜の騎士』（1987年）。バンホーやローが登場する。原作では明確な敵が存在しない事もあってか、本作では竜の騎士とナンジャ族が紛争状態になっていて、ドラえもんらはナンジャ族の村へ和解の申し込みをしに行くことになる。
法王
竜の騎士を率いてナンジャ族と紛争している。実はツチダマプリーストが化けた偽物で、本物の法王はエンリルの地下牢に捕らわれている。
バンホー
騎士団長。行方不明になっている。法王とともにエンリルの地下牢に捕らわれている。
ロー
バンホーの妹。ナンジャ族との紛争に疑問を持っている。ナンジャ族の言い分を聞くため、使節として白旗を渡す。
ナンジャ族の酋長
主人公たちの意思を受け入れ、法王に和解の手紙を出す。
ツチダマプリースト
本作オリジナルキャラ。ギガゾンビの手下。法王に化けて、地底世界の支配を目論む。ナンジャ族の族長からの手紙を渡すと破り捨てるが、届けずに本物の法王に会うと手紙はそのまま手元に残る。
ツチダママスター
本作オリジナルキャラ。ギガゾンビの手下。ツチダマプリーストと共に地底世界を任されていた最終ボスでクロマニヨンの塔13階にいる。攻撃力は低いが防御力が高い金と、防御力は低いが攻撃力が高い銀の2体で出現する。また、2体とも麻痺の追加能力がある。
ツチダマプリーストを倒さないままクロマニヨンの塔13階に行くことは可能だが、その場合はクロマニヨンの塔13階にツチダママスターはいないので地底編クリアはできない。地底編をクリアするにはツチダマプリーストを倒した上でツチダママスターを倒さなくてはいけない。

### 古代編
オリジナルは『ドラえもん のび太の日本誕生』（1989年）。原作と同じく日本と中国大陸が陸続きとなっており、スタート地点の九州から北上して北海道を経由して中国大陸に入る。
ククル
ヒカリ族の少年。母親であるタラネが病気を患っていて、赤い薬草を必要としている。
テラ（4）
本作オリジナルキャラ。ヒカリ族の村に住み、ギガゾンビから村人を守っている少女。しずかを助けて現代へ帰した。古代編の終盤でパーティーメンバーとなるが、その素性には謎が多い。ステータスは低く戦闘は不向き。「ぼうけん」はその後で仲間になるしずかへ受け継がれる。
暗闇（クラヤミ）マスター
クラヤミの村の酋長。戦闘に勝つと芭蕉扇に関する情報が聞ける。ボスながらひみつ道具の効果がある。
ギガゾンビ
古代の精霊王で、正体は23世紀の時間犯罪者。原作でタイムパトロールに逮捕されたが、本作では脱走して再び世界征服を目論んでいる。そのためライフストーンを狙っている。火焔山の妖魔城に居を構える古代編のボスキャラクター。
なお、仮面の色が原作における緑から、青に変わっている。

### その他の登場人物
会話シーンがない戦闘のみのボスキャラクターとして、『ドラえもん のび太の魔界大冒険』のメジューサ（ゲーム中での表記はメデューサ）、『ドラえもん のび太のパラレル西遊記』（1988年）の金角・銀角、『ドラえもん のび太と鉄人兵団』（1986年）のジュドなどが登場する。
メジューサ（メデューサ）
デマオン城1Fに出現。原作の石化能力の代わりに麻痺攻撃を行う。
1つ星の悪魔、2つ星の悪魔、3つ星の悪魔
ちんから村と情報の家付近の洞窟と、デマオン城へ続く星の家の魔法陣に出現。魔法で催眠攻撃を仕掛ける。後者2人は攻撃力・防御力が高く、銀の玉で攻撃力・防御力を下げないと倒すことは難しい（通常の攻略よりも「ゆうき」を上げれば銀の玉を使わなくても倒すことは不可能ではない）。
ジュド、金角、銀角
妖魔城深部で出現。金角、銀角は同時に出現する。
牛魔王
本作最終ボス。『のび太のパラレル西遊記』より登場。一度姿を現すが、捨て台詞と共にすぐ逃走する。ギガゾンビらと袂を分ち、その後ギガゾンビやテラにも危害を加え、主人公らに襲いかかる。戦闘ではスネ夫、ジャイアンが駆けつけて援護をしてくれる。
雑魚キャラとしては、『ドラえもん のび太の日本誕生』のツチダマ、『ドラえもん のび太の魔界大冒険』のとげむしやギョロリン、デビルモンキー、『ドラえもん のび太の宇宙開拓史』のでんでんワニ、『ドラえもん のび太と鉄人兵団』のロボット兵なども登場している。原作で衝撃波と再生能力を持っていたツチダマも、本作品では最弱の敵に降格している。その代わりバリエーションに富み、上述のようにステージボスも務めている。
また、出木杉くんや、のび太の母らレギュラー陣の母親たちも登場する。

## 開発
本来はアクションゲームとして企画を進めていたが、『月刊コロコロコミック』などの企画部からRPGの要請があり、最終的にRPGとして作ることになった。

## スタッフ
- プロデューサー：浮洲博
- 制作総指揮：宮原貞夫
- 監督：いこう さんせい
- チーフ・ディレクター：堀江正幸
- サブ・ディレクター：ターシー・ルーパー（沓掛隆志）、ノバ・ホヒホヒ
- プログラム：ハイマックス
- プログラマー：おいかわさとし、しのみやさとし、わたなべやすお
- アドバイザー：えんのしたの たいこもち、とらじ いっかくじゅう、アカギー、サワダシ（沢田幸一）、せいじ（島村誠司）、さとボット、ナオヤ（すずきなおや）、トシ（なかにしとしひろ）
- グラフィック・デザイン：長崎剛志、いなざわともえ
- サウンド：ターシー・ルーパー（沓掛隆志）
- シナリオ：レッドカンパニー、ポップハウス
- 協力：小学館

## 評価
ゲーム誌『ファミコン通信』の「クロスレビュー」では合計25点（満40点）、『ファミリーコンピュータMagazine』の読者投票による「ゲーム通信簿」での評価は以下の通りとなっており、19.38点（満30点）となっている。
| 項目 | キャラクタ | 音楽 | 操作性 | 熱中度 | お買得度 | オリジナリティ | 総合  |
| 得点 | 3.58       | 3.18 | 3.23   | 3.22   | 3.10     | 3.07           | 19.38 |

## 関連書籍
『ドラえもん まんが版ギガゾンビの逆襲 ファミコン攻略ブック』（1990年10月10日発行、小学館）
攻略データと、ゲームを基とした攻略漫画の2本立て。以降の小学館発行のドラえもんゲームの攻略本もこれに倣っている。ただし本書は全120ページのうち80ページを漫画（田中道明作画）が占める。その上データページには武器や防具のデータや、ボスではないモンスターのデータを掲載せず、ボスモンスターのデータもHP、パワー、スピードの3種類のみ掲載している（HPはげんき、パワーはちからに当たる。スピードはゲーム中では確認できない隠しパラメータ）。